# 長沙灣
長沙灣是香港一個海灣，位於九龍半島西北部，行政上屬深水埗區。

## 起緣

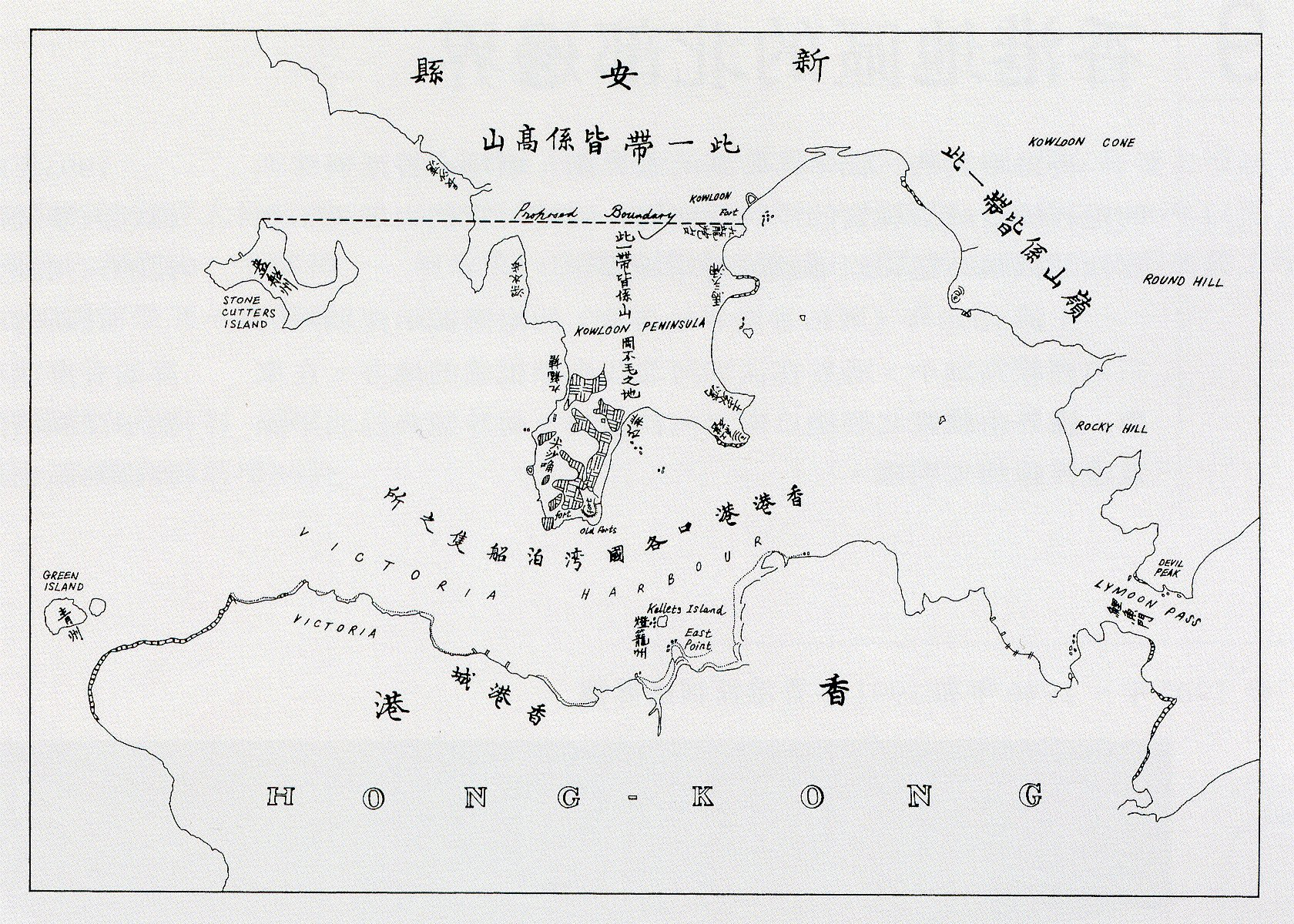
《北京條約》中國割讓九龍半島予英國，所附地圖顯示「長沙灣」位於界限街以北

長沙灣位於荔枝角和深水埗之間，填海發展前是一個長形沙灘，以長沙灣道位置附近為海岸綫，當地鄉民稱之為長沙灣。而海旁則有數條鄉村，包括黃屋、李屋、蘇屋、鄭屋、白薯茛及上李屋，長沙灣於清嘉慶年間出版的《新安縣志》已有記載。基於區內出土李鄭屋東漢古墓，學者如饒宗頤，呂沛銘推斷東漢時區內已經有居民。
長沙灣所在的海灣在20世紀初期深水埗第一次填海完成後亦陸續填海，部分土地開發為英軍使用的深水埗軍營（南京軍營及銀禧軍營），而原有土地（青山道、元州街一帶）則屬混合式用途，有工業區、商業區及住宅區：
- 住宅區在長沙灣東部一帶，包括數個由原有鄉村發展而成的公共屋邨（李鄭屋邨及蘇屋邨等）及新建之私人住宅（喜雅、喜盈、喜韻、曉悅、曉盈、薈悅等）。
- 工廠區集中在北面青山道及西面近蝴蝶一帶，近年陸續改建為商貿大廈，逐漸發展成小商業區。
- 原有海岸線通州街、荔枝角道以南的臨海地帶昔日是船廠貨倉，現已填海重新發展，高速公路貫穿其間（西九龍走廊、西九龍公路），而土地亦陸續由原有用途發展為住宅區，有公共屋邨(海麗邨)及私人住宅（昇悦居、宇晴軒、泓景臺、碧海藍天、一號西九龍及星匯居等）。

一般而言，長沙灣泛指蝴蝶道至東京街之間的地區，以東京街與菴由（大約由東京街與欽州街之間，是長沙灣與深水埗之過渡段）連接，並與深水埗分隔；與蘇屋及李鄭屋以青山道為界，與荔枝角以蝴蝶谷道為界。然而長沙灣及深水埗一帶有很多誤以「長沙灣」或「深水埗」甚至「荔枝角」命名的建築物（包括港鐵站），容易令人混淆。例如位於長沙灣的深水埗運動場；及位於長沙灣工業區內長沙灣廣場地底的荔枝角站，甚至深水埗區議會三個以荔枝角為名的選區位於長沙灣之內，最近新落成的恒基兆業巴域街項目亦標明在長沙灣，實際位置屬石硤尾一帶。另外位於深水埗南昌站的富昌邨，施工時命名為「長沙灣西邨」（另一說法是「南昌西邨」）。另外，現今區內居民普遍視菴由（大約由東京街與欽州街之間，是長沙灣與深水埗之過渡段），為深水埗一部分，並不視其為獨立地方。

## 經濟
長沙灣是本港製衣及成衣批發基地，長沙灣道和工廠大廈內有多間服裝店專門做批發，亦可以散買，價格較專門店低。區內工業隨八十年代香港工業北移而息微後，部分改為內地廠房支援辦公室，亦有部分改建為迷你倉或OUTLET特賣場等。

## 交通

1968年的長沙灣，可見及長沙灣警察宿舍及長沙灣政府廉租屋邨經已建成，右方為英軍的舊深水埗軍營

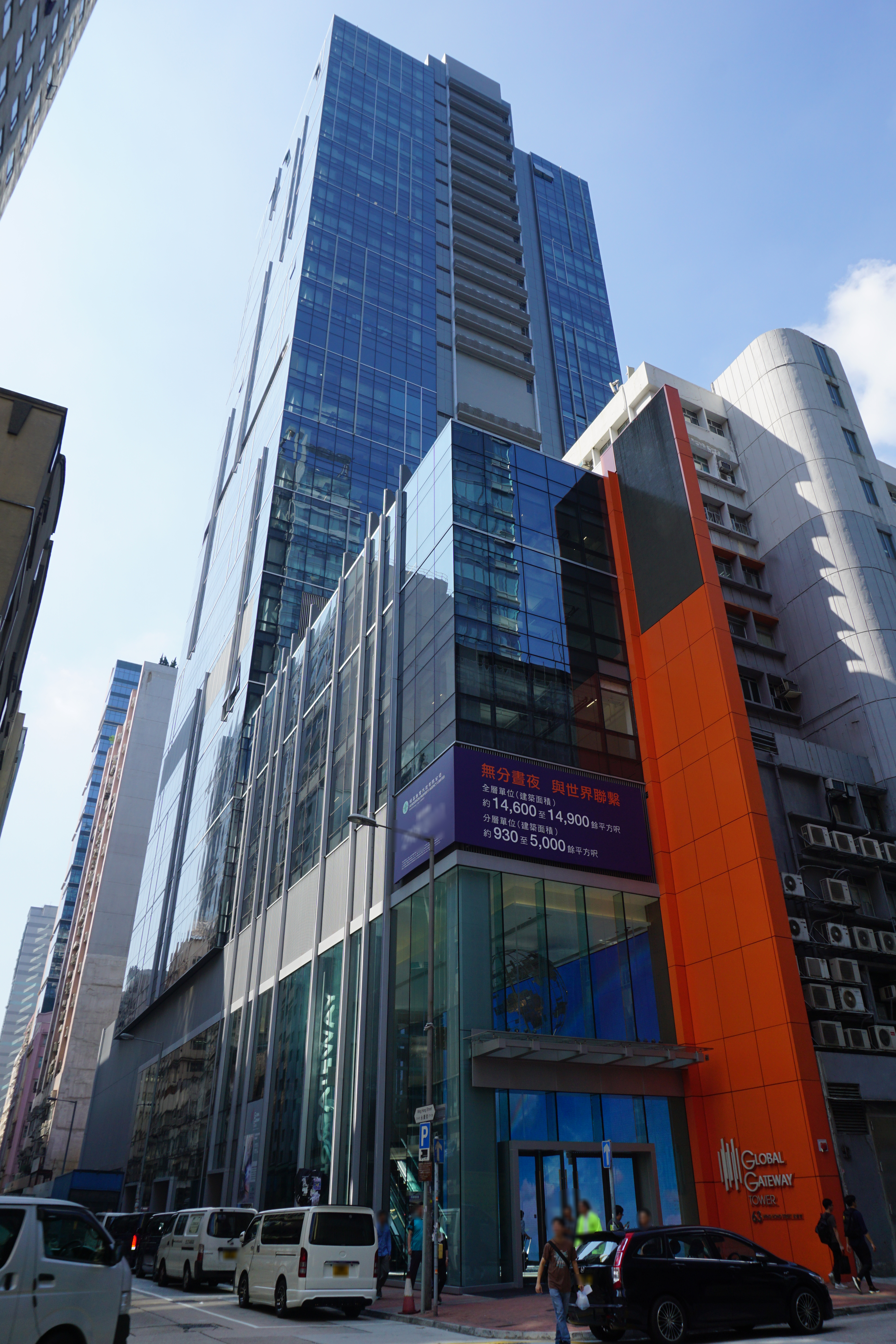
長沙灣工業區內的寫字樓Global Gateway Tower

長沙灣有兩條平行大道：長沙灣道及荔枝角道，而東面住宅區則以青山道、元州街一帶為中心，多線巴士途經區內街道。而3號幹線的西九龍公路及7號幹線的呈祥道則在外圍經過。

## 教育

### 專上教育
- 香港專業教育學院黃克競分校

### 中學
- 天主教南華中學
- 九龍工業學校
- 佛教大雄中學
- 長沙灣天主教英文中學
- 中聖書院

### 小學
- 中華基督教會協和小學（長沙灣）
- 聖公會聖多馬小學
- 聖公會聖紀文小學
- 聖公會基福小學
- 聖公會基愛小學
- 天主教善導小學
- 旅港開平商會學校
- 新會商會港青基信學校
- 長沙灣天主教小學

### 幼稚園
- 漢廸國際幼稚園
- 宣道會雷蔡群樂幼稚園
- 培殷幼兒學校

### 群育學校
- 香港扶幼會許仲繩紀念學校

## 公共屋邨及居者有其屋屋苑
- 蘇屋邨
- 李鄭屋邨、寶麗苑及寶熙苑
- 元州邨
- 長沙灣邨、幸福邨、幸俊苑及麗翠苑
- 海麗邨
- 海盈邨及凱樂苑
- 海達邨及凱德苑

## 私人住宅
- 由香港房屋協會發展，俗稱「喜字輩」：喜雅、喜盈、喜韻、喜薈、喜漾（後四個屋苑因距離相近，緊接出售兼間隔相近而俗稱「大四喜」）
- 單幢式樓宇：One New York  豐盛居、尚南天、肇如大廈、悅雅、THE CAMPTON、家壹The Addition、映築The Harmonie、尚都、睿峰The Vertex
- 2000年代發展而俗稱「西九四小龍」的私人屋苑：宇晴軒、昇悅居、泓景臺、碧海藍天（一號西九龍於2010年代發展而未包括在內，星匯居因相距較遠而未包括在內）

## 景點
- 李鄭屋漢墓博物館

## 區議會議席分佈
為方便比較，下表包括青沙公路以東至東京街以西地區，北至呈祥道，涵蓋西九龍填海區部分區域。
| 年度/範圍                                                         | 2000-2003  | 2004-2007  | 2008-2011                          | 2012-2015                          | 2016-2019                      | 2020-2023                      |
| ----------------------------------------------------------------- | ---------- | ---------- | ---------------------------------- | ---------------------------------- | ------------------------------ | ------------------------------ |
| 青沙公路、呈祥道至明愛醫院為止、 永康街、保安道、興華街、荔枝角道 | 荔枝角選區 | 荔枝角選區 | 荔枝角北選區                       | 荔枝角北選區                       | 荔枝角北選區                   | 荔枝角北選區                   |
| 青沙公路、荔枝角道、興華街西、深旺道                              | 荔枝角選區 | 荔枝角選區 | 部分荔枝角南選區及部分荔枝角北選區 | 部分荔枝角南選區及部分荔枝角北選區 | 部分幸福選區及部分荔枝角中選區 | 部分碧匯選區及部分荔枝角中選區 |
| 青沙公路、深旺道、興華街西、西九龍公路                            | 荔枝角選區 | 荔枝角選區 | 荔枝角南選區                       | 荔枝角南選區                       | 荔枝角南選區                   | 荔枝角南選區                   |
| 興華街、保安道、元州街、東京街                                    | 寶麗選區   | 寶麗選區   | 寶麗選區                           | 寶麗選區                           | 寶麗選區                       | 寶麗選區                       |
| 興華街、元州街、東京街、長沙灣道                                  | 元州選區   | 元州選區   | 元州選區                           | 元州及蘇屋選區的一部分             | 元州及蘇屋選區的一部分         | 元州選區                       |
| 興華街、長沙灣道、東京街、海岸線                                  | 元州選區   | 元州選區   | 元州選區                           | 幸福選區                           | 幸福選區                       | 幸福選區                       |

註：以上主要範圍尚有其他細微調整（包括編號），請參閱有關區議會選舉選區分界地圖及條目。

## 註腳

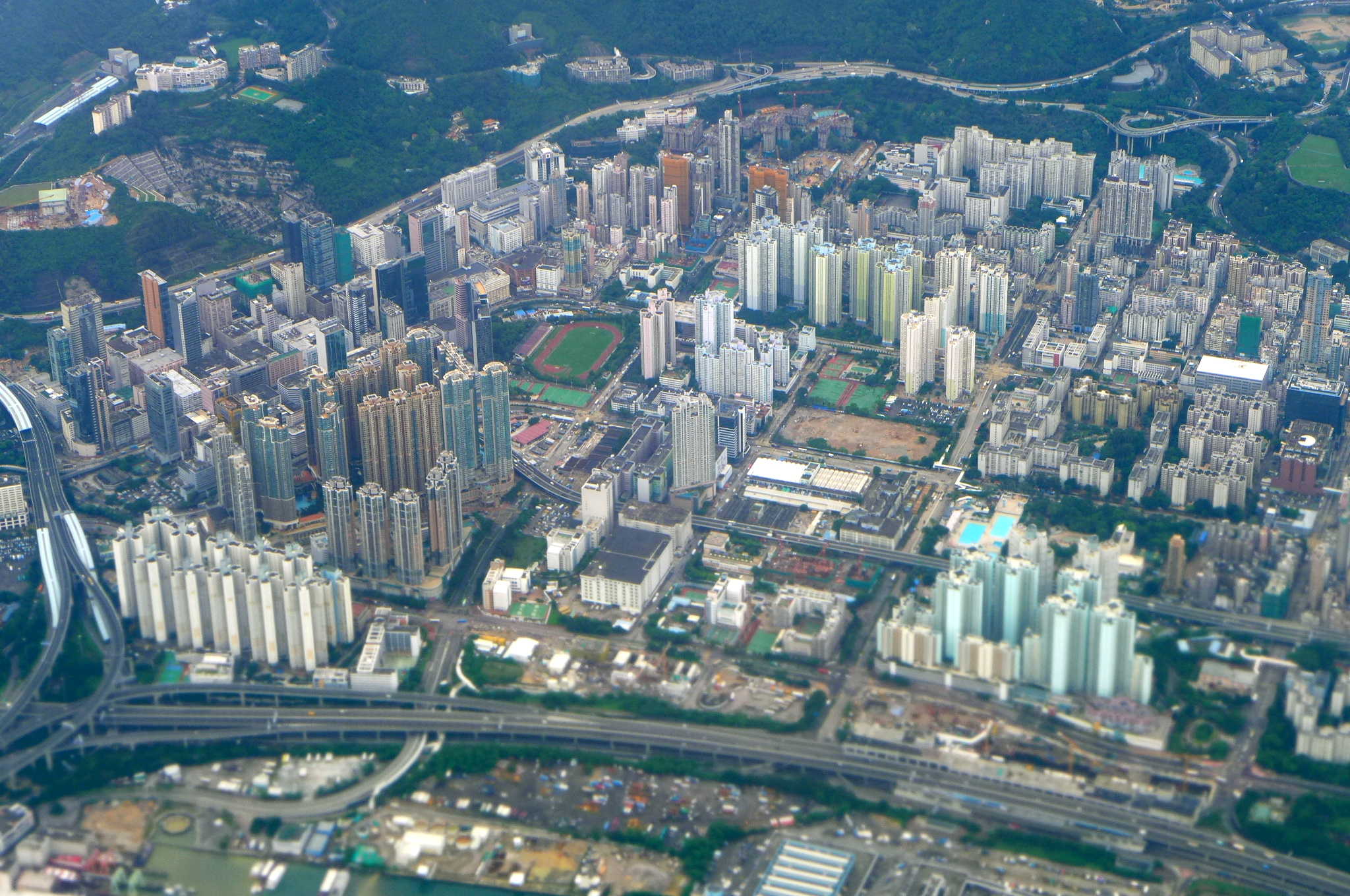
從高空俯瞰長沙灣

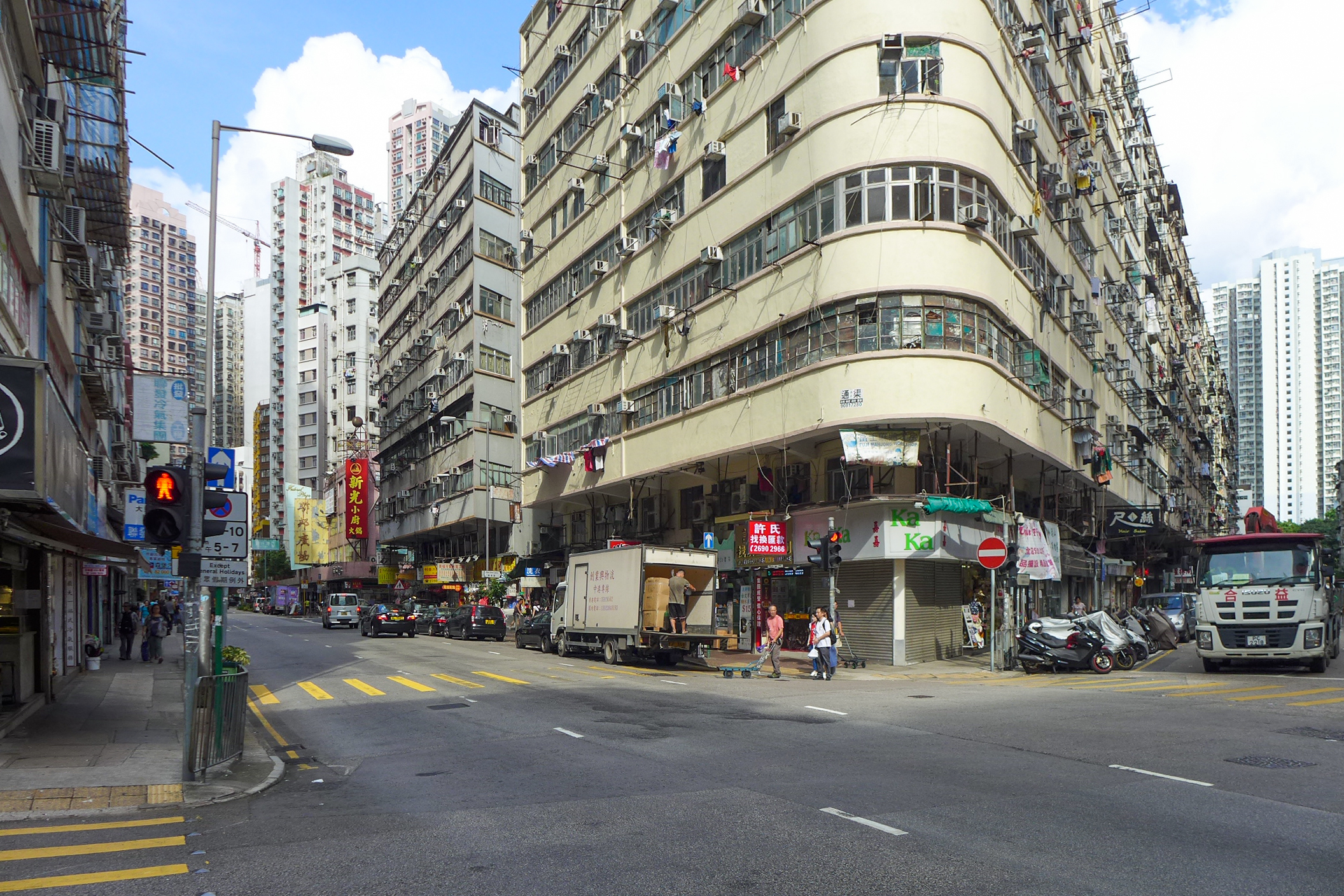
長沙灣青山道一帶的唐樓

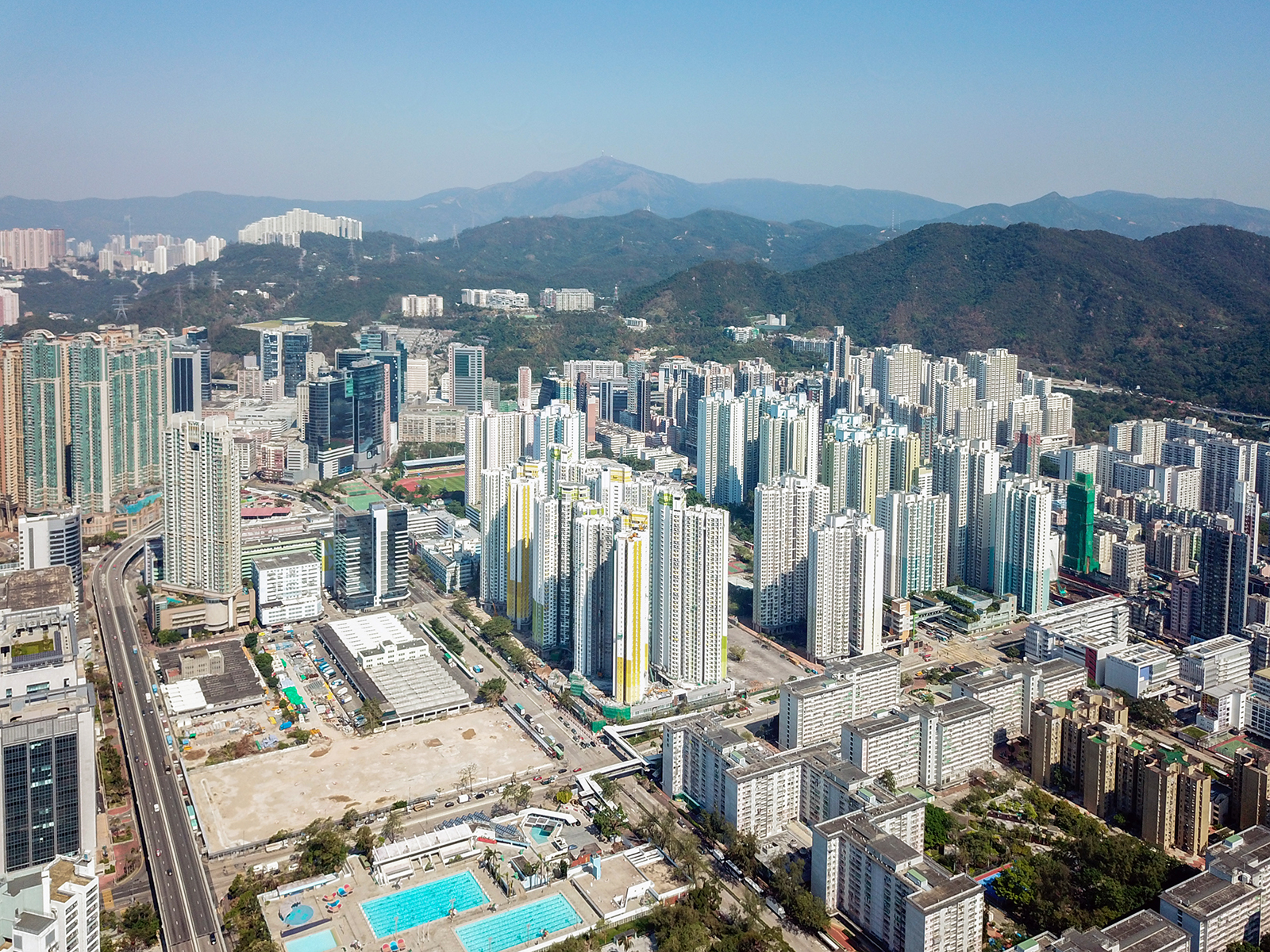
從東京街望向長沙灣道一帶的公共屋邨

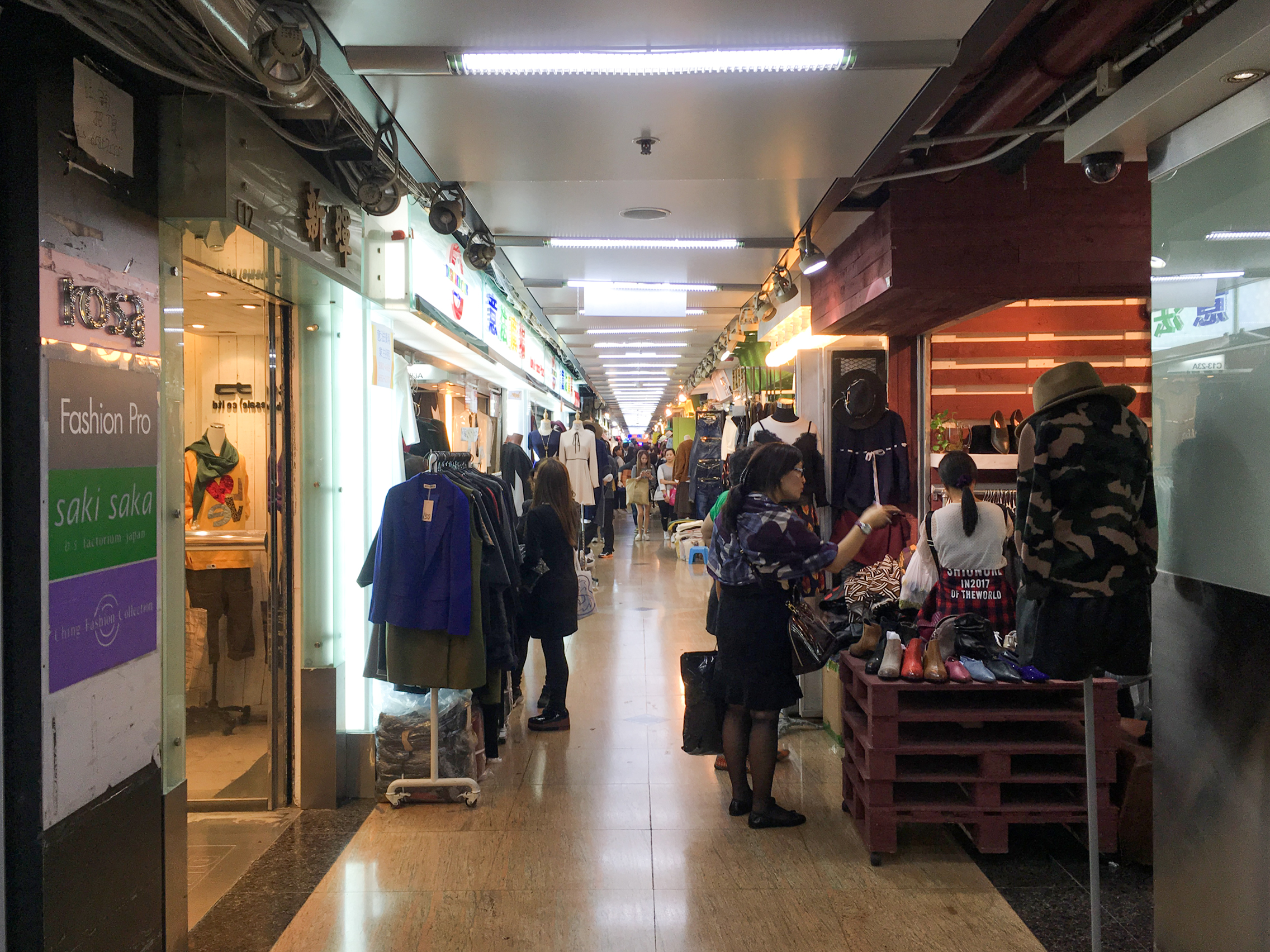
香港工業中心內有多間服裝店專門做批發

1. ↑  香港人習慣把「灣」字讀作陽平聲的「環」字，使三字變成陽平、陰平、陽平，更變順口，詳見都市日報—中國名堂：灣轉讀環